# Średniowieczna medycyna świata islamu
Średniowieczna medycyna świata islamu – kontynuacja medycyny greckiej. Arabowie podjęli dorobek greckiego antyku głównie przejmując nauki Hipokratesa i Galena, ale modyfikowali go w ciągu co najmniej czterech wieków, tak że w końcu wieku XI medycyna arabska była już medycyną inną niż ta przejęta od starożytnych.
Lekarze rekrutowali się spośród Syryjczyków, Persów i Greków; nie wszyscy zatem byli muzułmanami i Arabami. Ich aktywność translatorska była intensywna: dzieła Galena i Hipokratesa najpierw tłumaczono na syryjski a potem na arabski. Potem dopiero na łaciński w ciągu całego średniowiecza. Arabowie zajmowali się szeroko postępem w medycynie wschodniej od wieku X do XVI. Wielcy medycy arabscy znaleźli się na Półwyspie Iberyjskim, w uniwersyteckich miastach hiszpańskich. Wymienić można Awenzoara (1090 – 1162) w Sewilli czy Abul–Kassisa znanego jako Albucasis (912 – 1013) i Awerroesa w Kordobie.
W rozwoju średniowiecznej medycyny arabskiej można wskazać trzy jego fazy:
- Czasy przed Mahometem
- Medycyna profetyczna
- Medycyna arabskiego renesansu

Sunna proroka Mahometa zawiera sporo odniesień do medycyny, propagując hasła profilaktyki. 
Są to przede wszystkim zapobieganie i higiena osobista stosowane przez samego Proroka, który polecał medycynę higieny, sam je stosując. „Czystość to połowa wiary” – to zdanie przypisywane Mahometowi jako hadis może mieć uzasadnienie w opowieści jak pewnego razu dwa anioły przybyły do Muhammada i przemyły jego serce śniegiem. W ten sposób Allah uczynił jego serce czystym, zamierzał bowiem uczynić Mahometa największym z urodzonych dotychczas ludzi. Przestrzeganie zasad higieny osobistej Koran nakazuje w postaci reguł ablucji przed każdą modlitwą (wudu)
O wy którzy wierzycie! Kiedy stajecie do modlitwy, to obmywajcie wasze twarze i ręce aż do łokci; przetrzyjcie lekko wasze głowy, a nogi myjcie - aż do kostek. (Koran, 5:6)

## Rytuał przedmodlitewnej ablucji
Nakazuje on mycie każdej części jednokrotnie, zaś drugi i trzeci raz są sunną, którą należy wypełniać biorąc przykład z Proroka. Wskazówki dotyczące przedmodlitewnych ablucji zawarte są w hadisach. Mają postać nakazów (należy itp.) lub relacji z czynności dokonywanych przez Mahometa lub jego towarzyszy.
Drugim tematem zdrowotnym, w którym interwencja Koranu i hadisów miała znaczenie pierwszorzędne, było powszechne obżarstwo. Mahomet jednoznacznie sprzeciwiał się temu obyczajowi. Koran dopuszcza  konsumowanie w umiarkowanych ilościach:  „jedzcie i pijcie ale zawsze bez przesady” (7:31). Potępiał nadmierną konsumpcję w słowach  „Człowiek nie napełnia gorszego naczynia niż swój żołądek. Aby zachować wyprostowany kręgosłup, wystarczy człowiekowi zjeść kilka kęsów. Ale jeśli musi (napełnić), to jedna trzecia jedzenia, jedna trzecia na napój i jedna trzecia na powietrze”. Gdy prorok zobaczył mężczyznę z wyraźnie odstającym brzuchem, powiedział, iż lepiej byłoby dla niego, aby nie był on tak duży. 

## Periodyzacja rozwoju medycyny arabskiej
Przyjmuje się podział historii m.a na trzy podstawowe fazy: profetyczną inaczej teokratyczną i poprofetyczną oraz czasy ekspansji m.a. na tereny niearabskie.

## Medycyna profetyczna inaczej zwana teokratyczną
Zaczyna się w pierwszym wieku hegiry (VII w.) i trwa do wieku VIII. Nazwę tę należy odnieść do czasu życia Mahometa i bezpośrednio po jego śmierci, kiedy wszelkie zalecenia i zabiegi społeczne kształtowały się pod wpływem nauk jego samego i spadkobierców jego nauk, tworząc wielką legendę a potem tradycję jako hadisy. Jest to okres charakteryzujący się gorączką tłumaczeń, tak aby uzyskać i skompletować dzieła starożytnych, skomentować je i zasymilować. Okres proroka i jego bezpośrednich następców, czterech kalifów trwał tylko niespełna 40 lat i był zdeterminowany przez wiedzę medyczną samego proroka. Medycyna tego czasu opierała się na Koranie i Sunnie. Podział na wykształconych i niewykształcony motłoch nakazywał odwoływanie się do wzorów akceptowalnych powszechnie. Medycyna i lekarze, wszechstronnie wykształceni, dziś raczej zwani byliby humanistami, należeli do społecznej elity. Nie jest więc dziwne, że w tych warunkach znajduje się w Koranie i w hadisach tak wiele wersetów i cytatów ilustrujących ważność tematu zdrowia. Sam Mahomet miał powiedzieć, że zdrowie należy otaczać najwyższym szacunkiem.
Ciesz się z twojego zdrowia zanim zachorujesz - Prorok zwracał się z tym hasłem zarówno do chorych jak i do lekarzy, zalecając pierwszym, by domagali się leków, drugim by je tworzyli. Wedle tegoż hadisu prorok islamu nakazywał muzułmanom inwestowanie w badania naukowe. Z tego tytułu stają się one jakby szlachetnymi skrzydłami dżihadu (osobistego wysiłku nad doskonaleniem wiedzy i służbą ludzkości).
Wybitni filozofowie wykształceni w tradycji greckiej i hellenistycznej byli również lekarzami. Lekarzem otwierającym okres profetyczny był Al-Harith ibn Kalada, zwany al-Thakafi, urodzony koło Mekki w końcu VI stulecia, zmarły w roku 634, przyjaciel Mahometa. Ibn Kadala utworzył pierwszą szkołę w Dżundiszapur w Persji. Interesował się szczególnie higieną osobistą i seksualną, polecając przede wszystkim kąpiele, nie zalecając stosowania narkotyków i lekarstw, które nie są absolutnie konieczne. Pozostało o nim niewiele wiadomości ponad tę o utworzeniu pierwszego szpitala i pierwszej szkoły przyszpitalnej.

## Medycyna okresu poprofetycznego
W okresie poprofetycznym medycyna nabrała charakteru międzykonfesyjnego, a jej praktyka była bardzo swobodna.
Szpitale, przy nich szkoły medyczne, wiodły żywot w wielkich miastach muzułmańskich. Stawały się czynnikiem rozwoju medycyny i ośrodkami medycznej informacji.
W 750 r. Bagdad stał się kalifatem, który rozwój medycyny wzorował na modelu Dżundiszapur, gdzie szpital powstał i istniał dużo wcześniej. Wymiana pomiędzy tymi dwoma ośrodkami nawiązała więzy kulturalne między światem islamu i chrześcijaństwa.
Najlepszym przykładem takiego zespolenia wiedzy zaczerpniętej z wielu źródeł i jej rozwinięcia w system jest a.m. Wszystkie podstawowe dzieła medycyny greckiej i hellenistycznej przełożono na arabski (Galen, Hipokrates, Serapion). Kształcili się na nich lekarze muzułmańscy, przejmując jednocześnie od syryjskich medyków wiedzę praktyczną. Kształcenie odbywało się w nowych instytucjach zwanych bimaristanami: szpitalach, w których chorych leczyły zespoły lekarzy i studentów. Ukończenie takiej uczelni potwierdzane było dyplomem, zgodnie z tradycją przejętą z muzułmańskiej teologii, co było równoznaczne z dopuszczeniem do uprawiania zawodu. Podstawę kształcenia stanowiła bezpośrednia praktyka, obserwacja chorych.
Lekarze okresu poprofetycznego uwalniając się po części z retoryki religijnej bardzo znacząco rozwinęli medycynę. Ar-Razi, czyli Razes - jak go nazywano w łacińskim kręgu kulturowym (zm. 923) - stworzył podstawy pediatrii jako odrębnej dziedziny nauk medycznych. Zajmował się higieną, epidemiologią, toksykologią, a nawet klimatologią. Medycy-filozofowie opisywali wciąż nowe dotychczas nie zdefiniowane choroby: wietrzną ospę, odrę, trąd. Doskonalono metody chirurgiczne, czemu towarzyszyła produkcja instrumentów medycznych. Taką encyklopedią chirurgii jest At-Tasrif, dzieło Az-Zahrawiego (zm. 1013; znanego jako Albucasis Alsahravius).
Z czasem do systemu lecznictwa włączono farmakognozję. Tu znów sięgano do dawnych tradycji: Dioskurides (I w.) był niewątpliwie mistrzem, ale jego zestaw leków i ich opis szybko został poszerzony o wiedzę pochodzącą z Indii i Chin oraz o doświadczenia dokonywane przez samych muzułmanów. Farmakognozja Al-Biruniego (zm. 1058) czy Księga leków Ibn al-Bajtara nie są zwykłą kontynuacją dzieła Dioskuridesa, lecz oryginalnymi, o wiele bogatszymi muzułmańskimi opracowaniami. Apteki wydające leki na podstawie recept sporządzanych przez lekarzy stają się elementem muzułmańskiego lecznictwa otwartego.
W islamie w ciągu kilku pierwszych stuleci rozwinął się zatem system lecznictwa, którym objęta była znaczna część społeczeństwa muzułmańskiego. Ten stan odzwierciedlają powstałe wówczas podręczniki. Najważniejszy niewątpliwie jest Kanon medycyny Awicenny (zm. 1037) przełożony przez Gerharda z Kremony. Ów systemowy wzór został przejęty w Europie, która w okresie średniowiecza nie znała systemu lecznictwa otwartego. Przejmując system arabski, medycyna europejska powtórzyła rozwój, jaki w islamie nastąpił kilkaset lat wcześniej. Kanon medycyny Awicenny był w użyciu w Europie co najmniej do wieku XVII. Prócz Awicenny żyło wielu innych lekarzy cieszących się równą lub większą sławą.
Jednym z tych płodnych, dziś zapomnianych a wtedy znakomitych lekarzy, był Abu-Bakr-Mohammed- ibn-Zakariya ar-Razi, w literaturze znany jako Razi lub Razes (865-932). Imię Raziego pojawia się w podręcznikach historii medycyny. Być może był najbardziej znakomitym, najbardziej oryginalnym i najbardziej wpływowym reprezentantem medycyny arabsko-muzułmańskiej okresu średniowiecza, uznawany przez wielu za ojca medycyny eksperymentalnej. Jego eksperymentowanie, zwłaszcza w dziedzinie alchemii stało się przyczyną zaburzeń wzroku. Podobnie jak Abu Rayan Biruni, Razi cierpiał na dolegliwości oczu spowodowane wyziewami z doświadczeń alchemicznych, ale twierdził, że te zaburzenia pochodziły od intensywnego czytania. Duże zainteresowanie jego postacią wykazują historycy medycyny na Zachodzie. Przeszło pół wieku minie od jego śmierci, zanim urodzi się Awicenna. Dzieło Raziego pt. Liber Continens w polskiej literaturze znane jako Księga Obejmująca ma znacznie większą objętość niż dzieło Awicenny i zawiera dwadzieścia dwa tomy. 
Miał około trzydziestki, kiedy podjął studia medyczne w Reju. Stał się, choć nie bezpośrednio a przez zaznajomienie się z ich dziełami, uczniem Ali ibn Rabbana Tabari (zmarł ok. 870) i Abdu ibn Zajda uzupełniając wiedzę książkową własnymi eksperymentami. Potem pogłębiał wykształcenie medyczne w Bagdadzie u kalifa al-Muktafiego w latach 901 do 907 i podróżując do Syrii, Egiptu i Hiszpanii.
Razi często mówił, że doświadczenie w medycynie jest podstawą wiedzy. Medycynę określał jako „sztukę, która poświęciła się zachowaniu zdrowego ciała w walce z chorobą”
Wskazywał na trzy aspekty medycyny: zdrowie publiczne, medycyna profilaktyczna i lecznictwo indywidualne.
Wymieniał siedem zasad, które pozwalają na zachowanie zdrowia: umiar i równowaga, zarówno kiedy ciało jest w ruchu jak i gdy znajduje się w stanie spoczynku, umiarkowanie w jedzeniu i piciu, eliminacja emocji z powodu nadmiaru bogactwa, niepoddawanie się niekorzystnym wpływom środowiska naturalnego, unikanie czynów niegodnych (ekscesów), zachowanie proporcji pomiędzy ambicjami i intelektualnymi możliwościami (rozumem) ich spełnienia, poszukiwanie miejsc naturalnych do uprawiania ćwiczeń fizycznych.

## Medycyna muzułmańskiej Hiszpanii
Medycyna arabska zasłużyła sobie później na sławę w Hiszpanii muzułmańskiej.
Nie jest możliwe stworzenie listy ich zainteresowań i odkryć naukowych. Konieczne byłoby stworzenie wielkiego dzieła dla samego ich spisu. Niemniej należy zauważyć, że:
- Albucasis skutecznie podejmował interwencje chirurgiczne większości ropni, hemoroidów, przetok okołoodbytniczych, raków, a także trepanacji, amputacji, tracheotomii, protez zębowych, był też pierwszym w stosowaniu opatrunków.
- Ibn Nafis (1210-1288) urodzony w Damaszku, studiował medycynę w Kairze. Ten wielki erudyta praktykował sekcję zwłok. Studiował, krytykując anatomię Awicenny: stwierdził, że serce ma dwie komory a nie trzy jak pisał Awicenna, że przegroda, która je oddziela jest zamknięta, przeciwnie do twierdzenia Gallena. Doprowadził do odkrycia obiegu płucnego
- Pierwsze szpitale dla chorych umysłowo powstały w 770 w Bagdadzie (Szpital Mar el –Stine) i 875 w Kairze (Szpital Ibn Tulun).
- Pierwsze traktaty psychologiczne i psychiatryczne są pochodzenia arabskiego i podpisane przez Ahmeda ibn el-Gazara, Raziego, Awenzoara, Awerrroesa i Mesu
- Pierwsze diagnozy meningitis, są autorstwa Awenzoara, Awicenny i Raziego

Zasłużyła sobie na sławę później w Hiszpanii muzułmańskiej. Należy zawsze pamiętać, że kompletny bilans jej osiągnięć jest niemożliwy, ale można się podpisać pod sądem Montgomer`ego Watt`a: 
Kiedy się próbuje podsumować, czego Arabowie dokonali w dziedzinie wiedzy eksperymentalnej, rozwoju myśli i co pozostawili na piśmie i kiedy się spostrzeże, czego bez Arabów nie byłoby w europejskiej wiedzy o filozofii, to się stwierdzi, że nie ma w tej epoce nic, czego by oni nie stworzyli. Arabowie nie przejmowali bowiem myśli greckiej po prostu. Stawali się jej kontynuatorami [...] kiedy ok. 1100 lat temu Europejczycy jako wrogowie Saracenów, zaczęli się nimi interesować, myśl arabska osiągała szczyty. Europejczycy stali się spadkobiercami arabskiego postępu, zawdzięczając im wszystko, co było do zawdzięczenia.

## Literatura
- Janusz H. Skalski Poznanie fizjologii krążenia w dziejach polskiej medycyny. Część I [w:] Kardiochirurgia i Torakochirurgia Polska t.2, nr 4
- Danecki Janusz, Co zawdzięczamy islamowi, Znak nr 1/1998
- Mez Adam, Renesans islamu, Warszawa 1980
- Jean-Yves Gourdol RAZE`S Abu-Bakr-Mohammed-ibn-Zakariya al-Razi 865-932 Médecin arabe de Perse, wyd. 2006
- Kosidowski Z., Gdy słońce było bogiem i Opowieści biblijne, Warszawa 1988, Warszawa 1991
- Montgomery Watt, „The influence of Islam on Europe” („Wpływ islamu na Europę”) [w:] W. Montgomery Watt, Pierre Cachia, A History of Islamic Spain, Edinburgh 1965
- Pawłow I. P., Dwadcatiletnij opyt wyższej nierwnoj diejatielnosti, Moskwa 1932